# 1684 en littérature
| Années de la littérature : 1681 - 1682 - 1683 - 1684 - 1685 - 1686 - 1687    |
| Décennies de la littérature : 1650 - 1660 - 1670 - 1680 - 1690 - 1700 - 1710 |

Cet article présente les faits marquants de l'année 1684 en littérature.

## Événements
- Mars : Pierre Bayle crée les Nouvelles de la république des lettres, vol. 1, Amsterdam, Henry Desbordes, 1684 (présentation en ligne).
- 1er avril : Dangeau commence son Journal (1684-1720)[1].

- 24 avril : Nicolas Boileau est élu à l'Académie française[2] ; il est reçu le 1er juillet (ou le 3) et Jean de La Fontaine lit pour l'occasion sa fable Le Renard, le Loup et le Cheval pour l'occasion[3].
- 24 juillet : la romancière et dramaturge anglaise Mary Griffith épouse George Pix à Londres[4].

- Rédaction du Précis historique des campagnes de Louis XIV depuis 1672 jusqu'en 1678, attribué à Jean Racine, publié en 1730 à Paris chez Mesnier[5].

## Parutions
- 1er février : achevé d'imprimer de l'ouvrage de Giovanni Paolo Marana, L'espion du Grand Seigneur : et ses relations secrètes, envoyées au Divan de Constantinople & découvertes a Paris pendant le règne de Louis le Grand, vol. 1, Amsterdam, H Wetstein & H Desbordes, 1684 (présentation en ligne)
- 24 août : privilège du roi accordé à l'ouvrage d'Antoine Furetière, Essai d’un dictionnaire universel, 1684 (présentation en ligne). L’auteur est exclu de l’Académie française le 22 janvier 1685 pour cette publication[6].

- Gilberte Périer, La vie de M. Pascal, Amsterdam, Abraham Wolfgang, 1684 (présentation en ligne).

- Aphra Behn, Love Letters between a Nobleman and his Sister : (« Lettres d'amour entre un noble et sa sœur »), London, Randal Taylor, 1684 (présentation en ligne).
- Nicolas Malebranche, Traité de morale, vol. 1, Rotterdam, Reinier Leers, 1684 (présentation en ligne)

## Décès
- 1er octobre : Pierre Corneille, dramaturge français (° 6 juin 1606).
- 29 décembre : Antoine Gombaud, chevalier de Méré, écrivain français (° 1607).

- Anne de La Vigne, poétesse française (° 1634).